# Björneborgs flygplats
Björneborgs flygplats, (finska: Porin lentoasema) (IATA: POR, ICAO: EFPO), är en flygplats i Satakunda i staden Björneborg, Finland. Flygplatsen ligger två och en halv kilometer söder om stadens centrum. Terminalen har två incheckningsdiskar och en cafeteriaservice. Under 2018 betjänade Björneborgs flygplats 17 625 passagerare, en minskning med 24 procent från föregående år. Men 2011 var det nere på 54 056.
Flygplatsen är en viktig utbildnings- och hobbyflygningsanläggning och används bland annat av Suomen Ilmailuopisto (Finländska flygakademin). Finncomm Airlines trafikerar dagligen mellan Björneborg och Helsingfors.

## Historik
Under fortsättningskriget användes Björneborgs flygfält av Luftwaffe. Flygmaterieldepån Feldluftpark 3/XI Björneborg opererade på flygfältet var varifrån tyskar sände flygplan norrut och genomförde större översyn på flygplanen.

## Faciliteter och infrastruktur

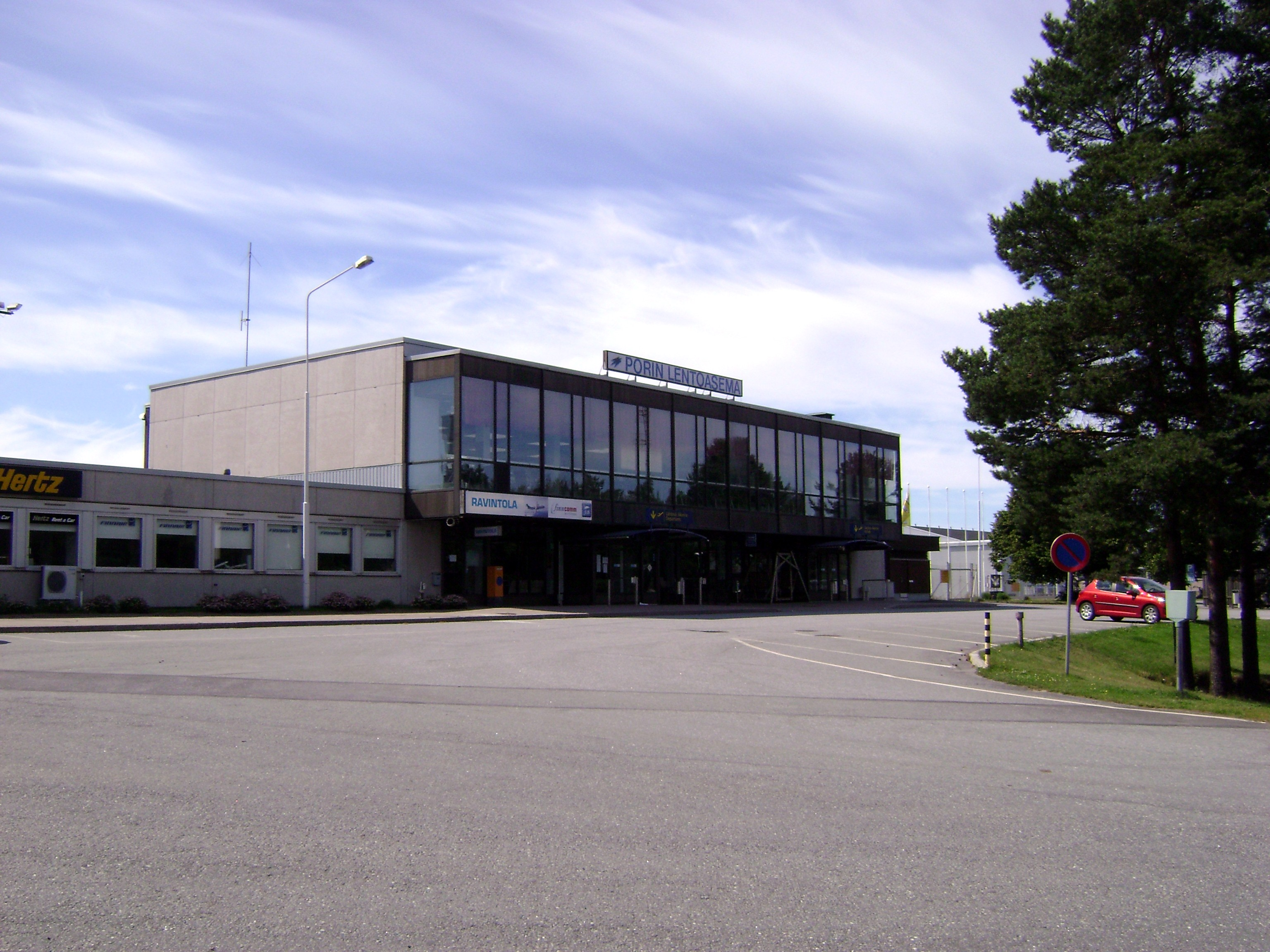
Terminalbyggnaden

Flygplatsen ligger på en höjd av 13 meter över medelhavsytan. Den har två asfaltbelagda banor: 12/30 mäter 2 351 x 60 meter och 17/35 är 801 x 30 meter.
Finnish Aviation Academy är en flygskola baserad på Björneborgs flygplats. Liksom Satakunta Fallskärmsklubb "Satakunnan Laskuvarjourheilijat". Flygutbildning för privatpiloter (PPL/LAPL-licenser) ges av den lokala flygskolan Porin Lentotilaus Oy.

## Flygbolag och destinationer
| Flygbolag                 | Destinationer |
| ------------------------- | ------------- |
| Budapest Aircraft Service | Helsingfors   |